# Bindalsfjord
Der Bindalsfjord ist ein Fjord in den Kommunen Bindal und Sømna in Nordland in Norwegen.
Der Fjord erstreckt sich 17 km nach Nordosten und dann nach Südosten zur Insel Øksninga.
Bei Øksninga teilt sich der Fjord in zwei Arme, Tosenfjord (norwegisch Tosen) und Sørfjord. Der Tosenfjord führt nach Nordosten, während der Sörfjord nach Südwesten führt.
Von Solstad bis Tosen sind es 66 km.
Die Mündung des Fjords liegt zwischen Holm und Vennesund, das am Ende der Halbinsel zwischen Fjord und offener See liegt. Zwischen diesen beiden Orten gibt es im Zuge der Küstenstraße Fv17 eine Fährverbindung.
Bei der Halbinsel Gavlen auf halbem Weg in den Fjord herein zweigt der Ursfjord nach Norden ab.
Gleich östlich von Gavlen liegt die Insel Hovøya und bei dieser beginnt der Hardangsfjord.
Südöstlich von Gavlen liegen die Inseln Stavøya und Imøya.  Östlich von diesen befindet sich der Skotnesfjord.
Bei Øskinga zweigt der Reppsund (norwegisch Reppsundet) auf der Nordseite der Insel ab und führt zur Mündung des Tosenfjords.
Auf der Südwestseite von Øksninga liegt der Terråkfjord, während der Øyfjord auf der Südostseite zwischen der Mündung des Tosenfjords und des Sørfjords liegt.
Die Regionalstraße 6 (norwegisch Fylkesvei 6) führt entlang des Westufers des Fjords.  Dort liegt auch der Weiler Skjelsviksjøen.